# Nam Pu
Nam Pu é um filme de drama tailandês de 1984 dirigido e escrito por Euthana Mukdasanit. Foi selecionado como representante da Tailândia à edição do Oscar 1985, organizada pela Academia de Artes e Ciências Cinematográficas.

## Elenco
- Rewat Buddhinan
- Amphol Lumpoon - Nampoo
- Patravadi Sritrairat
- Wasamon Watharodom